# Лептура кривонога
Тонкохвістка кільчаста (Leptura annularis Fabricius, 1801 = Leptura mimica Bates, 1884  = Leptura arcuata Panzer, 1793 nec Linnaeus, 1758 = Strangalia arcuata (Panzer) Mulsant, 1863) — рід жуків з родини Скрипунових.

## Поширення
L. mimica є європейсько-сибірським видом у складі європейсько-сибірського зоогеографічного комплексу. Ареал виду охоплює всю Європу і простягся до Сибіру.
В Карпатському Єврорегіоні — звичайний вид. у гірській частині трапляється порівняно рідко, а в передгір'ях — масовий.

## Екологія
Комахи зустрічаються на квітах кмину, бузини чорної (Sambucus nigra L.), свидини, крушини ламкої (Fragnula alnus Mill.), пухироплідника калинолистого, королиці звичайної та ін. Літ триває з травня по липень. В рівнинній частині регіону перша поява виду фіксувалася в третій декаді травня, а максимум чисельності припадає на другу декаду червня. Літ тут припиняється на початку липня. В гірській місцевості L. mimica вилітає в середині червня і зустрічається до, майже, кінця липня. Вид тісно приурочений до листяних лісових формацій. Личинка розвивається в деревині листяних порід.

## Морфологія

### Імаго
L. mimica належить до середнього розміру вусачів. Довжина її тіла коливається в межах 12-20 мм. Тіло вузьке, струнке, вкрите золотавими волосками. Надкрила від яскраво-жовтого до блідо-жовтого забарвлення з трьома чорними перев'язями. Перша перев'язь має специфічний зубець. Окрім перев'язів чорними також є вершини і основа надкрил. У самців вусики до половини, а також передні гомілки та основи стегон жовтувато-червоні. У самок вусики та ноги цілком рудуваті.

## Життєвий цикл
Життєвий цикл триває 2 роки.